# Juan de Mestanza
Juan de Mestanza y de Ribera (Agudo, provincia de Ciudad Real, 1534 - ¿?) fue un poeta español del siglo XVI.

## Vida
Poco se sabe sobre la vida de Juan de Mestanza y de Ribera. 
Era natural de Agudo, un pueblo de la provincia de Ciudad Real, e hijo de Lope de Molina y de Leonor Méndez.
Estudió leyes en la Universidad de Sevilla, estuvo en Salamanca y se licenció como abogado. En Sevilla debió conocer a Miguel de Cervantes.
Se embarcó en 1555 para Perú, pero terminó quedándose en Panamá. Luego marchó a Yucatán en cuya ciudad de Mérida residió, a México y por fin pasó a residir en Guatemala como fiscal y oidor de la Audiencia. Allí conoció a Beatriz de Vera, viuda de Ambrosio Méndez, exalcalde sonsonateco con quien en 1568 se casó y mejoró su posición social y sus bienes. De hecho, su esposa era propietaria de las haciendas La Goleta y La Bermuda, hoy Suchitoto. Beatriz casó luego en terceras nupcias con el conquistador Sancho Cano Guerrero.
Llegó a Sonsonate (en El Salvador) en 1583, y ocupó su Alcaldía Mayor entre 1585 y 1589. 
Durante ese periodo, De Mestanza defendió a los indios de la cuenta de Caluco, Izalco. Pasando ya los setenta años volvió a España.

## Obra
Su obra se ha perdido y sólo perdura un soneto laudatorio para la obra de Eugenio de Salazar Navegaciones del Alma, por el discurso de todas las edades del hombre. Poema alegórico, inédita. Cervantes lo elogia sinceramente en el Canto de Caliope de La Galatea en 1585, y todavía se acordaba de él y lo elogiaba en el Viaje del Parnaso.
Pedro Escalante Arce y Luis Montoto han desvelado lo poco que se conoce sobre este autor.

## Homenajes
La calidad lírica de Juan de Mestanza fue reconocida por sus contemporáneos y hoy se le considera uno de los padres de la poesía centroamericana, junto a su amigo Baltasar de Orena y a Pedro de Liébana, sor Juana de Maldonado y los hermanos Cadena.
En 1997, a sugerencia de la Academia Salvadoreña de Historia, se propuso denominar al nuevo Centro Cultural de la Embajada de España y sede del Instituto Salvadoreño de Cultura Hispánica como Juan de Mestanza y de Ribera; el cambio posterior del proyecto a un Centro Cultural de la Cooperación Española hizo decaer la iniciativa.